# Кальман, Таль
Таль Кальман (ивр. טל קלמן‎) — израильский военный деятель, генерал-майор запаса Армии обороны Израиля; в последней армейской должности: глава Управления стратегии и третьего круга Генерального штаба армии. До этого он занимал должности начальника стратегической дивизии в Управлении планирования, а также должность начальника штаба Военно-воздушных сил Израиля.

## Биография
Кальман был призван на службу в Армию обороны Израиля в 1986 году и вызвался добровольцем на прохождение курса пилотов АОИ, который он закончил с боевой специализацией. В 1993 году он был назначен сержантом в лётную эскадрилью «Дракон», а в 1994 году — лейтенантом в эскадрилье «Рыцари Севера». После получения образования он был назначен в 1999 году первым лейтенантом в эскадрилье «Скорпион». В 2001 году перешёл на службу в лётное училище, где занимал должности командира передовой эскадрильи и старшего инструктора. В 2003 году он был назначен командиром передовой эскадрильи F-15 Eagle. В 2005 году он возглавил группу по созданию эскадрильи «Рыцари Оранжевого Хвоста» состоящей из самолётов F-16I («Шторм») и был назначен её первым командиром. Через неделю после своего создания, эскадрилья под его командованием участвовала во многих боевых вылетах во время Второй Ливанской войны. В 2008 году назначен командиром лётной школы и занимал эту должность до 2010 года. В мае 2010 года он был назначен командиром авиабазы «Рамон» и занимал эту должность до 2012 года.
В 2012 году был повышен до звания бригадного генерала, назначен командиром авиабазы «Хацерим», и служил в этой должности вплоть до 2014 года. В сентябре 2014 года он был назначен начальником авиагруппы в штабе ВВС, и занимал эту должность до апреля 2015 года. В июне 2015 года назначен начальником штаба ВВС, и занимал эту должность до 17 октября 2017 года. 29 ноября 2018 года назначен командиром стратегической дивизии в управлении планирования Генерального штаба, и занимал эту должность до 21 мая 2020 года. 18 июня 2020 года произведён в звания генерал-майора и 21 июня вступил в должность начальника управления стратегии и Третьего круга.

## Личная жизнь
Таль Кальман женат, у него трое детей. Получил степень бакалавра с отличием в области делового администрирования в Колледже академических исследований менеджмента.